# Верхняя Катуховка
Верхняя Катуховка — село в Панинском районе Воронежской области. 
Входит в состав Ивановского сельского поселения.
тут много пчел

## География
Село расположено в центральной части Ивановского сельского поселения у безымянного притока реки Правая Хава.

### Улицы
- ул. 50 лет Октября
- ул. Героев Стратосферы
- ул. Дзержинского
- ул. Комсомольская
- ул. Чапаева

## Население
| 1859 | 1897  | 2000 | 2005 | 2010 |
| ---- | ----- | ---- | ---- | ---- |
| 1414 | ↗2586 | ↘601 | ↘582 | ↘447 |

## История
Село было основано в конце XVIII — начале XIX века. К началу XX века являлось волостным центром Воронежского уезда. При селе был конный завод крестьянина Гордея Тарасовича Щеголева по разведению рысистой породы, с двумя жеребцами и шестнадцатью матками. После революции организованы колхозы: «Мировой октябрь» и «Кооператив».

## Уроженцы
- Князева Раиса Семёновна (род. 1928) — Герой Социалистического Труда.
- Ситникова Анастасия Казьминична (1918—1995) — Герой Социалистического Труда.
- Щёголева Пелагея Михайловна (1908—1998) — Герой Социалистического Труда.
- Щёголев Павел Елисеевич (1877—1931) — историк литературы, пушкинист, революционер.